# Jack Jean Baptiste
Jack Eduardo Jean Baptiste Cruz, noto semplicemente come Jack Jean Baptiste (San Pedro Sula, 20 dicembre 1999), è un calciatore honduregno, centrocampista dei Lobos UPNFM in prestito dall'Olimpia.

## Caratteristiche tecniche
È un mediano.

## Carriera

### Club
Ha giocato nella prima divisione honduregna.

### Nazionale
Con la nazionale Under-20 honduregna ha preso parte al campionato mondiale di calcio Under-20 2019.